# Liteni
Liteni – miasto w Rumunii, w okręgu suczawskim. Liczy 9398 mieszkańców (2011).

## Linki zewnętrzne

Liteni na mapie obecnego okręgu Suczawa, z zaznaczoną Bukowiną południową